# Ehrwalder Sonnenspitze

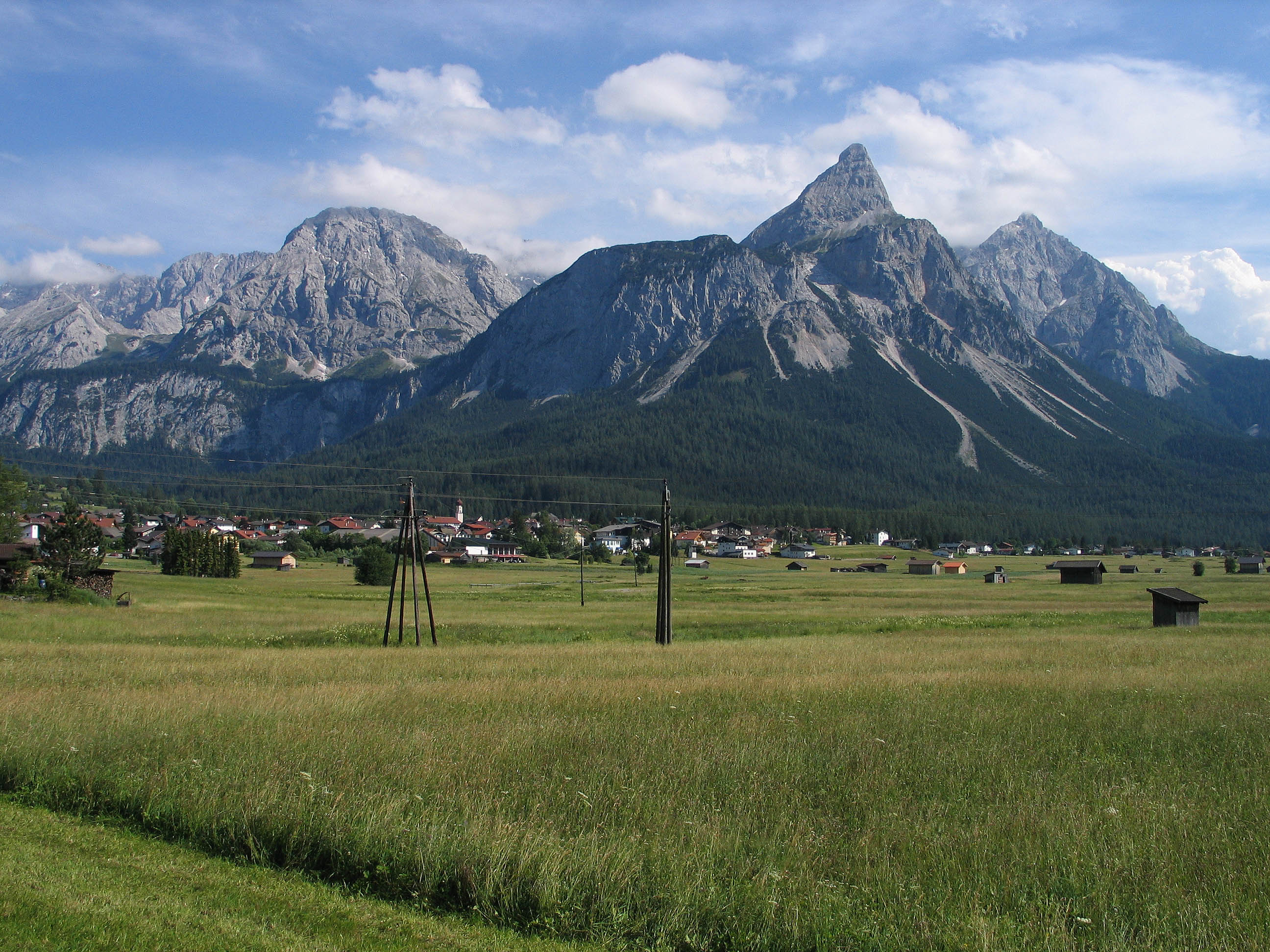
De Ehrwalder Sonnenspitze vanuit het Ehrwalder Becken

De Sonnenspitze, ook Ehrwalder Sonnenspitze ter onderscheiding van de andere bergen met die naam, is een piramidevormige bergtop in het uiterste westen van het Miemingergebergte, boven het dal bij Ehrwald in de Oostenrijkse deelstaat Tirol. De top ligt op de grens tussen de districten Imst en Reutte. De Ehrwalder Sonnenspitze bestaat uit kalkgesteente, dat erg arm is aan voedingsstoffen. Hierdoor is de begroeiing boven de boomgrens minimaal en geeft het gesteente de berg een karakteristieke lichte kleur. De 2417 meter hoge bergtop is vanuit Ehrwald (994 meter) via een relatief makkelijke bergroute met weinig klimwerk via de Coburger Hütte (1917 meter) te bereiken. Tijdens de beklimming is er een uitzicht over de meren Seebensee en Drachensee.
Aan de zuidzijde bevindt zich een top, de Signalspitze, die met 2412 meter hoogte iets lager is dan de hoofdtop.